# Zeegras

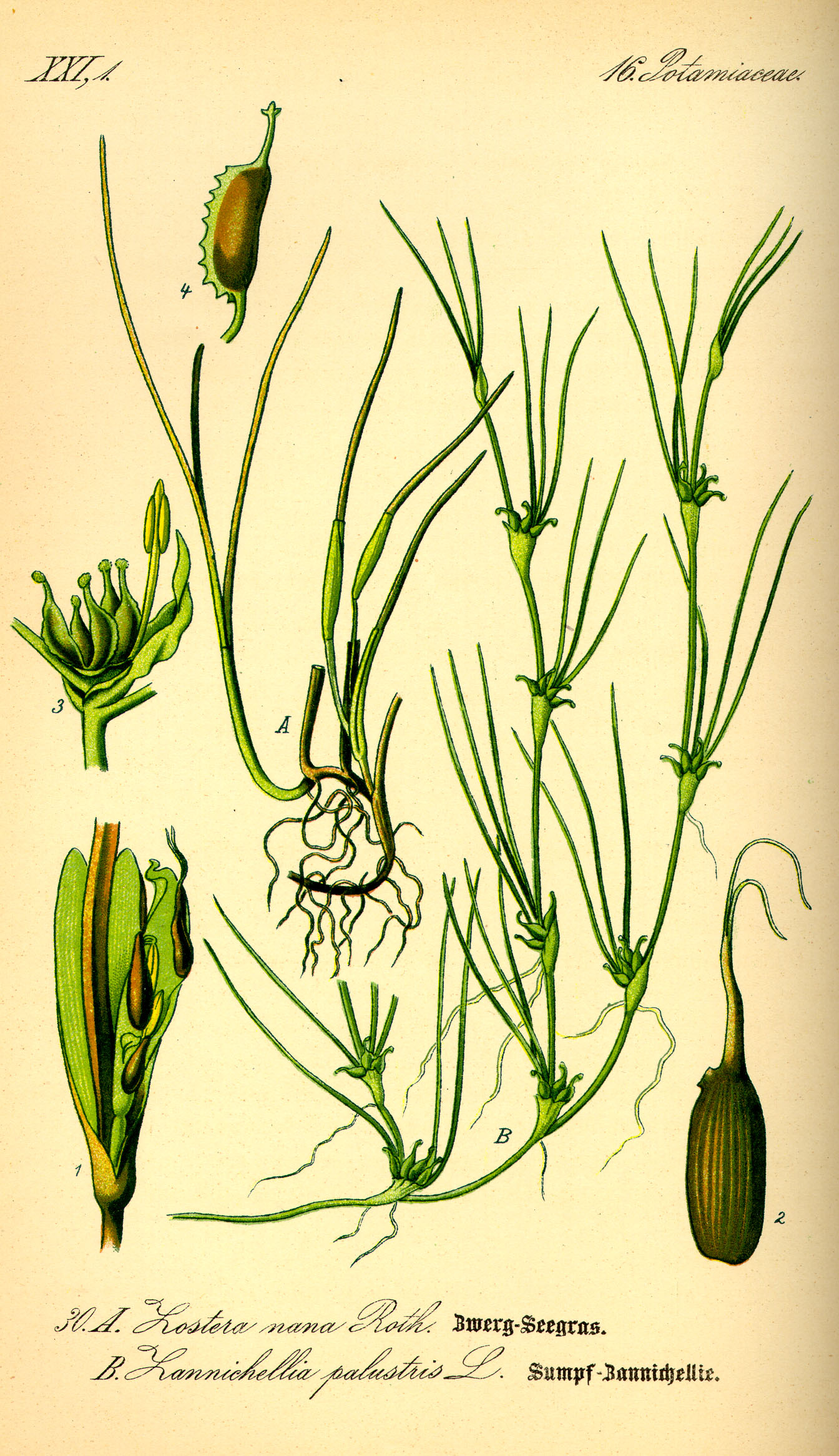
A: Klein zeegras (Zostera noltei)

Zeegras is een functionele groep van planten die zijn aangepast aan het ondergedompelde leven in brakke en zoute wateren en is daarmee onderdeel van de groep zeegrassen. In de Nederlandse zoute wateren komen twee soorten voor: groot zeegras (Zostera marina) en klein zeegras (Zostera noltei). Zeegrassen zijn de enige vaatplanten in Noordwest-Europa die onder water in zeewater groeien.
Evolutionair gezien zijn het landplanten die zich hebben aangepast aan het onderzeese leven. Veel landplanten-eigenschappen zijn behouden. Ze hebben echte wortels die voedingstoffen uit de bodem halen, hebben bloemen, pollen en zaden. Andere zeeplanten verankeren zich alleen aan de bodem en hebben geen intern transportsysteem, waardoor alle voedingstoffen rechtstreeks onttrokken worden aan het water. Om de in de zeebodem aanwezige giftige waterstofsulfide, veroorzaakt door anaërobe decompositie, te bestrijden transporteert zeegras een gedeelte van de aangemaakte zuurstof naar de wortels en het sediment. Hierdoor ontstaat een biologisch actieve bodem, een soort aarde.
Zeegrasgemeenschappen kunnen een rijke algenflora en fauna herbergen. Uit studies is gebleken dat zeegrasbiotopen een zeer belangrijke filterfunctie hebben en veel ziektekiemen elimineren. In de tropen zijn zeegrassen een erg belangrijke voedselbron voor veel in zee levende reptielen, zoals de soepschildpad en de karetschildpad.

## Nederland
In Nederland komt zeegras alleen voor in het zuidwestelijk deltagebied, de Waddenzee en de Eems. Tot ca. 1930 kwam groot zeegras in grote hoeveelheid voor in de (voormalige) Zuiderzee; momenteel behoren beide soorten tot de sterk achteruitgegane en bedreigde soorten. Groot zeegras is in Nederland een beschermde plant op grond van de Flora- en faunawet. Groot zeegras werd vroeger gebruikt als bouwmateriaal voor dijken (de zogeheten wierdijken) en als vulling in matrassen en kussens, waaronder kantkloskussens.

## Soorten
- Zostera angustifolia (Hornem.) Rchb.
- Zostera asiatica Miki
- Zostera caespitosa Miki
- Zostera capensis Setchell
- Zostera capricorni Ascherson
- Zostera caulescens Miki
- Zostera chilensis (J. Kuo) S. W. L. Jacobs & D. H. Les
- Zostera japonica Ascherson & Graebner
- Zostera marina L. - Groot zeegras
- Zostera mucronata Den Hartog
- Zostera muelleri Irmisch ex Ascherson
- Zostera nigricaulis (J.Kuo) S.W.L.Jacobs & D.H.Les
- Zostera noltei Hornem. - Klein zeegras
- Zostera novazelandica Setchell
- Zostera polychlamys (J.Kuo) S.W.L.Jacobs & D.H.Les
- Zostera tasmanica Martens ex Ascherson